# Deian Sorescu
Deian Cristian Sorescu (n. 29 august 1997, Moldova Nouă, Caraș-Severin, România) este un fotbalist român, care joacă pe post de extremă la Gaziantep în Süper Lig, împrumutat de la Gaziantep FK. Pe plan internațional, are prezențe la națională pentru România Sub-21 și România.

## Carieră profesională

### Poli Timișoara & ACS Poli
Sorescu și-a început cariera la clubul Politehnica Timișoara unde și-a făcut junioratul. După desființarea acestui club, în anul 2012, a trecut la ACS Poli la care a debutat la echipa mare pe 30 mai 2015, într-un meci din Liga II contra echipei Olimpia Satu Mare, încheiat cu scorul 1-1. A început cariera jucând pe postul de fundaș dreapta, dar a mai fost folosit pe posturile de mijlocaș dreapta și mijlocaș stânga.
Primele sale meciuri în Liga I au avut loc în 2016, contra echipelor Petrolul Ploiești și CSM Studențesc Iași, ambele partide fiind pierdute de ACS Poli cu 3-2.
În 2017, Sorescu trece înapoi la Politehnica Timișoara pentru care marchează 14 goluri în 35 de meciuri în toate competițiile, în sezonul 2017-2018.

### Dinamo București
La 27 aprilie 2018, Dinamo București anunță achiziționarea lui Sorescu, jucătorul semnând un contract pentru patru sezoane cu echipa bucureșteană.
A marcat chiar la debutul pentru Dinamo, la 22 iulie 2018, într-un meci cu FC Voluntari.
În 3 ani de la debut, Sorescu a ajuns căpitanul lui Dinamo, rămânând la echipă în cea mai neagră perioadă din istoria echipei și având cele mai bune evoluții din lotul echipei.
În ianuarie 2022, Sorescu a fost vândut de Dinamo la echipa poloneză Raków Częstochowa, în schimbul sumei de 800.000 de euro.

## Carieră internațională
Deian Sorescu a ajuns la echipa națională sub 21 de ani în anul 2019, debutând la vârsta de 21 de ani și 6 luni. Primul meci a fost împotriva Spaniei U21, fiind introdus în meci de Mirel Rădoi în minutul 61, în locul lui Radu Boboc. Al doilea a fost împotriva Danemarcei U20 unde a fost trimis pe teren în minutul 70, înlocuindu-l pe Mihai Butean.
La 2 iunie 2021, Sorescu a debutat în naționala României, într-un meci amical contra Georgiei jucat pe stadionul Ilie Oană din Ploiești. A evoluat pe postul de fundaș dreapta și a oferit pasa decisivă la golul marcat de Andrei Ivan într-o înfrângere a României cu 2-1. Patru zile mai târziu, Sorescu a fost din nou titular la echipa națională, în meciul amical contra Angliei, fiind considerat de către Gazeta Sporturilor drept unul dintre cei mai buni jucători de pe teren.

## Statisticile carierei
| Club                          | Sezon            | Campionat | Campionat | Cupă    | Cupă   | Cupa Ligii | Cupa Ligii | Total   | Total  |
| Club                          | Sezon            | Meciuri   | Goluri    | Meciuri | Goluri | Meciuri    | Goluri     | Meciuri | Goluri |
| ----------------------------- | ---------------- | --------- | --------- | ------- | ------ | ---------- | ---------- | ------- | ------ |
| Millenium Giarmata (împrumut) | 2014-15          | 12        | 1         | 0       | 0      | –          | –          | 12      | 1      |
| ACS Poli Timisoara            | 2014-15          | 1         | 0         | 0       | 0      | –          | –          | 1       | 0      |
| ACS Poli Timisoara            | 2015-16          | 2         | 1         | 1       | 0      | –          | –          | 3       | 1      |
| ACS Poli Timisoara            | 2016-17          | 5         | 0         | 0       | 0      | 1          | 0          | 6       | 0      |
| ACS Poli Timisoara            | Total            | 8         | 1         | 2       | 0      | 1          | 0          | 10      | 1      |
| ASU Poli Timisoara            | 2016-17          | 4         | 0         | 0       | 0      | –          | –          | 5       | 0      |
| ASU Poli Timisoara            | 2017-18          | 34        | 14        | 1       | 0      | –          | –          | 35      | 14     |
| ASU Poli Timisoara            | Total            | 38        | 14        | 1       | 0      | –          | –          | 39      | 14     |
| Dinamo Bucuresti              | 2018-19          | 35        | 2         | 1       | 0      | –          | –          | 36      | 2      |
| Dinamo Bucuresti              | 2019-20          | 32        | 10        | 5       | 1      | –          | –          | 37      | 11     |
| Dinamo Bucuresti              | 2020-21          | 37        | 7         | 5       | 1      | –          | –          | 42      | 8      |
| Dinamo Bucuresti              | Total            | 104       | 19        | 11      | 2      | –          | –          | 115     | 21     |
| Totalul carierei              | Totalul carierei | 162       | 35        | 14      | 2      | 1          | 0          | 176     | 37     |